# Ichijō Norifusa
Ichijō Norifusa (一条教房; * 1423; † 6. November 1480) (jap. Kalender: 文明 12/10/5) war ein Spross einer hochadligen Familie, von Fujiwara Michiie abstammend, die als eine der go-sekke für würdig genug galt, Regenten für japanische Herrscher zu stellen.

## Leben und Wirken
Ichijō Norifusa war das älteste Kind des Ichijō Kaneyoshi. Mit 14 wurde er für volljährig erklärt. 1457 wurde er „Kanzler zur Rechten,“ im folgenden Jahr erfolgte die Ernennung zum Regenten für Go-Hanazono (bis 1463). Als Pseudonym verwendete er Myōkeiji-dono, postum wurde er Sōkei (宗恵) genannt.
Norifusa floh zusammen mit seinem Vater 1467 beim Ausbruch des Ōnin-Krieges nach Nara, von dort aus 1468 weiter auf einen Familienbesitz in der Provinz Tosa. Doermachte er mit Hilfe der Chōsokabe -Familie den Ort Nakamura zu einem kulturellen Zentrum. Die dortigen Samurai wählten ihn 1470 zum Herren (Tosa no kokushi), da die Autorität der bisher herrschenden Hosokawa zusammengebrochen war. Die Wahl wurde vom Shogun bestätigt. Norifusa kehrte später nach Kyōto zurück, sein dort geborener Sohn Fusaie (一條房家) blieb in der Provinz und gründete die Tosa-Ichijō-Linie der Familie.